# يوخيم كونوبليا
يوخيم كونوبليا (مواليد 26 أغسطس 1999) هو لاعب كرة قدم أوكراني يلعب كمدافع في نادي شاختار دونيتسك.

## روابط خارجية
- يوخيم كونوبليا على موقع الاتحاد الدولي (مؤرشف)  (الإنجليزية)
- يوخيم كونوبليا على موقع الاتحاد الأوربي (الإنجليزية)
- يوخيم كونوبليا على موقع اتحاد أوكرانيا (الإنجليزية)
- يوخيم كونوبليا على موقع قاعدة بيانات كرة القدم.إي يو (الإنجليزية)
- يوخيم كونوبليا على موقع ناشيونال فوتبول تيمز (الإنجليزية)
- يوخيم كونوبليا على موقع Soccerway.com (الإنجليزية)
- يوخيم كونوبليا على موقع عالم كرة القدم.نت (الإنجليزية)